# Alles-in-één-computer

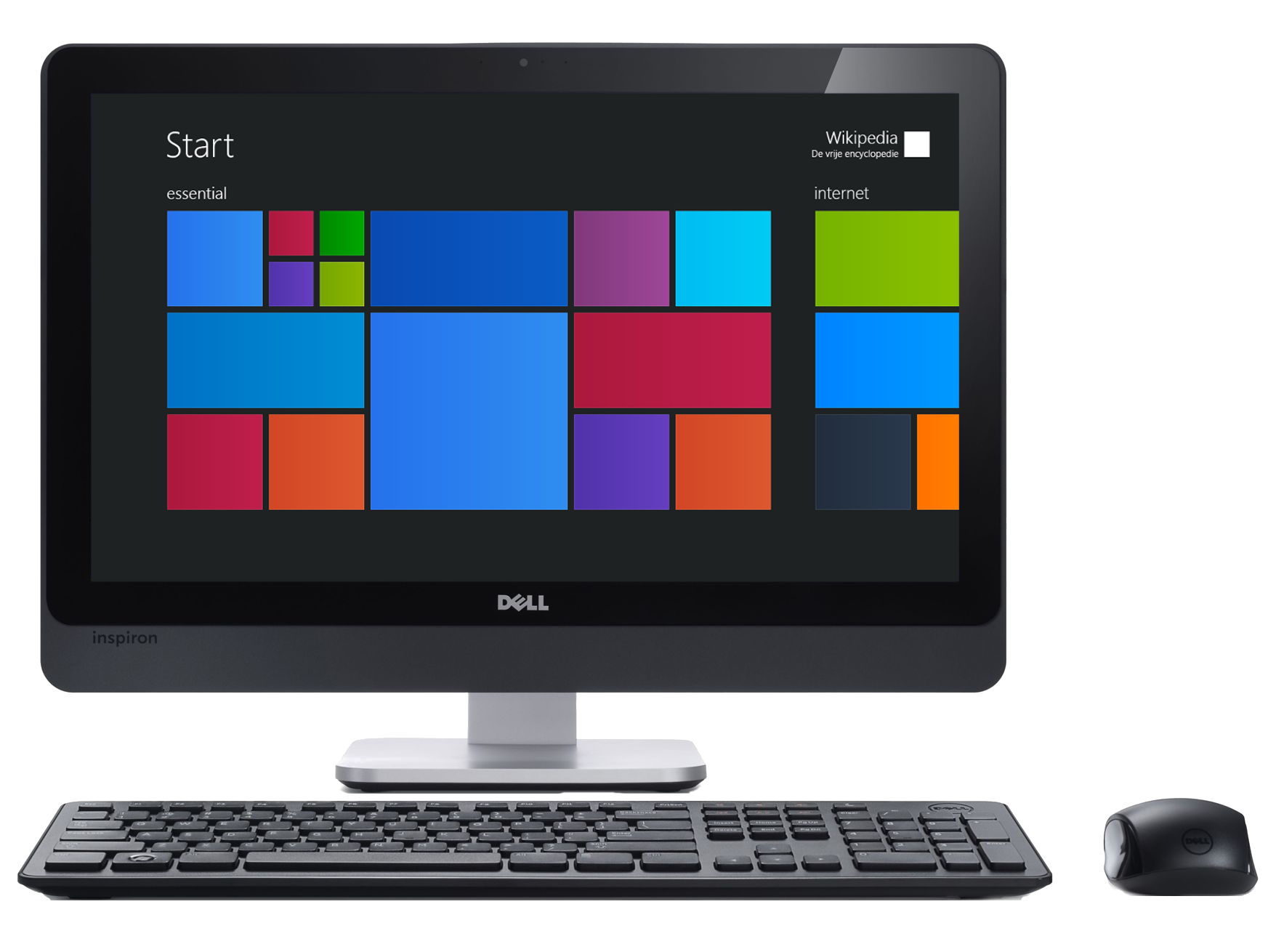
Dell Inspiron One 23 Touch, een alles-in-één-pc uit 2012

Een alles-in-één-computer of alles-in-één-pc is een personal computer waarbij het scherm en/of het toetsenbord geïntegreerd is in de behuizing van de computer, waardoor er minder kabels nodig zijn en het toestel minder plaats in beslag neemt dan een systeem met een torenopstelling.

## Voor- en nadelen
Enkele voordelen van de alles-in-één-computer in vergelijking met andere computerbehuizingen zijn onder meer dat deze gemakkelijker te installeren is, minder plaats in beslag neemt, gemakkelijk te vervoeren is en in veel gevallen de mogelijkheid heeft om via een aanraakscherm met de computer te communiceren. Enkele nadelen zijn onder meer dat ze over het algemeen duurder zijn dan gewone desktopcomputers, weinig of geen uitbreidingsmogelijkheden bieden en moeilijk te repareren zijn.

## Geschiedenis

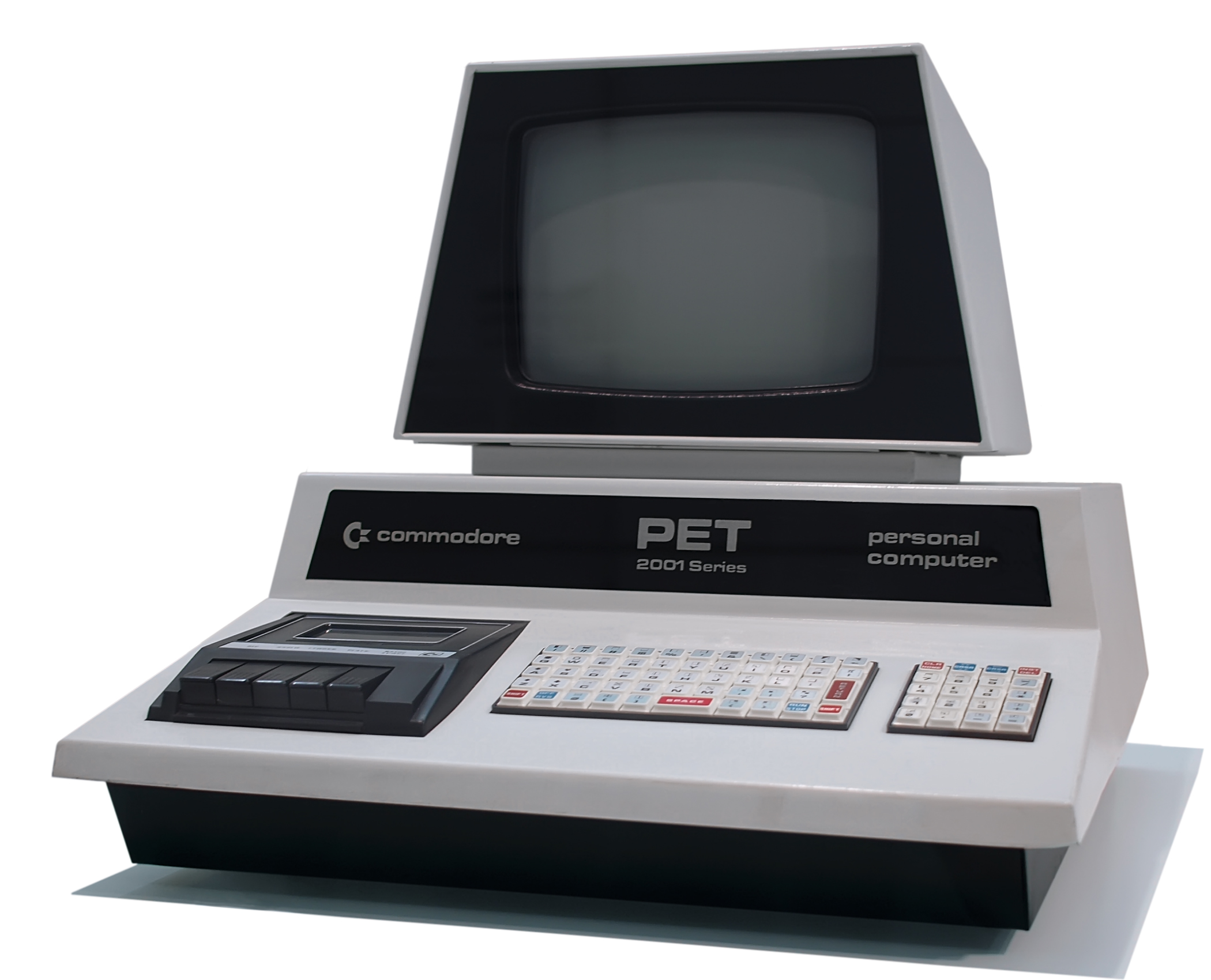
Commodore PET 2001, een alles-in-één-computer uit 1977

Dit type behuizing was vooral begin jaren tachtig populair voor personal computers die bedoeld waren voor professioneel gebruik, zoals de Commodore PET, de Osborne 1, de TRS-80 Model II en de Datapoint 2200. Veel fabrikanten van homecomputers, zoals Commodore en Atari, plaatsten het moederbord van de computer in dezelfde behuizing als het toetsenbord. Deze systemen werden meestal voor weergave op een televisietoestel aangesloten.
Apple heeft verschillende populaire alles-in-één-computers geproduceerd, zoals de compacte Macintosh-reeks uit het midden van de jaren tachtig en de iMac G3 van eind jaren negentig.
Halverwege de jaren 2000 gebruikten veel alles-in-één-computers een flatscreen (voornamelijk lcd) en latere modellen hebben een aanraakscherm ingebouwd, waardoor ze op dezelfde manier gebruikt kunnen worden als een tablet.
Sinds het begin van de jaren 2000 gebruiken sommige alles-in-één-computers, zoals de iMac G4, laptopcomponenten om de systeembehuizing kleiner te maken. Zoals bij vele laptops is het ook bij alles-in-één-computers vaak lastig om interne componenten aan te passen of te vervangen en kunnen bepaalde hardwareproblemen aanleiding geven tot het vervangen van de volledige computer, ongeacht de staat van de andere onderdelen.